# Lieber so (Lied)
Lieber so ist ein Lied der deutschen Popsängerin Yvonne Catterfeld. Das Stück ist das dritte Lied auf ihrem gleichnamigen sechsten Studioalbum Lieber so.

## Entstehung und Artwork
Geschrieben wurde das Lied von Marcus Brosch und Katharina Löwel (Kitty Kat). Gemischt und produziert wurde das Lied von Roland Spremberg. Das Stück wurde unter den Musiklabels Island Records und Polydor veröffentlicht und durch Universal Music Publishing vertrieben. Ein offizielles Coverbild existiert nicht.

## Veröffentlichung und Promotion
Die Erstveröffentlichung von Lieber so erfolgte am 22. November 2013 auf Catterfelds sechstem gleichnamigen Studioalbum Lieber so. Eine offizielle Singleveröffentlichung erfolgte nicht. Am 15. Mai 2015 erfolgte die Veröffentlichung einer „Re-Version“ des Albums Lieber so. Auf diesem befindet sich auch eine neue Akustikversion des Liedes. Um das Album zu bewerben, folgte unter anderem ein Liveauftritt von Lieber so in der NDR Talk Show. Größere Popularität erlangte das Stück erst im Mai 2015, als Catterfeld in der zweiten Staffel von Sing meinen Song – Das Tauschkonzert das Lied an ihrem Themenabend sang.
Bundesvision Song Contest 2015
Um das Lied und sich selbst zu bewerben, trat Catterfeld beim Bundesvision Song Contest 2015 für ihr Bundesland Thüringen an. Sie belegte mit 114 Punkten den dritten Rang und musste sich Mark Forster mit seinem Siegertitel Bauch und Kopf und den Donots mit Dann ohne mich geschlagen geben. Aus ihrer Heimat Thüringen bekam sie mit 12 Punkten die höchste Punktzahl des Abends. Aus allen restlichen Bundesländern bekam sie mindestens zwei Punkte. Im Vorfeld der Auftritte wurden zur Promotion kleine Einspieler gezeigt, in denen Stefan Raab zusammen mit den Heavytones die Interpreten in einem Proberaum traf und eine kleine Jamsession abhielt. Hierbei spielten alle zusammen eine Akustikversion von Alicia Keys Hit Fallin’, den Catterfeld auf sich bezogen in deutsche Sprache umtextete. Danach wollte Raab ein Lied mit ihr spielen, das sie besonders geprägt hat. Als ihr jedoch nichts einfiel, spielte Raab ein Medley mit „kölsche Lieder“. Für Thüringen war dies seit dem zweiten Platz von Clueso mit Keinen Zentimeter aus dem Jahr 2008 die beste Platzierung.
Punktevergabe
|   |    |   |   |   |   |   |   |   |   |   |   |   |   |   |    | Gesamt |
| - | -- | - | - | - | - | - | - | - | - | - | - | - | - | - | -- | ------ |
| 8 | 10 | 7 | 7 | 2 | 6 | 7 | 8 | 5 | 8 | 6 | 7 | 7 | 8 | 6 | 12 | 114    |

## Inhalt
Der Liedtext zu Lieber so ist in deutscher Sprache verfasst. Die Musik und der Text wurden gemeinsam von Marcus Brosch und Katharina Löwel geschrieben beziehungsweise komponiert. Musikalisch bewegt sich das Lied im Bereich der Popmusik.

„Lieber so, als zu spät.

Besser wenn, du jetzt gehst.

Viel zu lange schon, tun wir uns weh.

Lieber so, als zu spät.“

Catterfeld selbst beschrieb Lieber so mit folgenden Worten:

„Lieber so ist eine nachdenkliche, in bittersüßen Folk-Pop verpackte Hymne vom Adieu-Sagen, mag es auch noch so schwer fallen. Der Abschied vom alten Emotionsballast, um ganz frei ein sprichwörtlich neues Kapitel aufzuschlagen. Ein letzter, wehmütiger Blick zurück, um sich Neuem zu öffnen. Den Satzanfang könnte man auf tausend Arten weiterführen: Lieber … das tun, was sich gut und richtig anfühlt, als irgendwelche faulen Kompromisse einzugehen. Lieber … seiner Intuition folgen, als später Dinge zu bereuen. Eben Lieber so!“

## Musikvideo
Um die „Re-Version“ des Albums zu bewerben, wurde unter anderem ein Musikvideo zur Akustikversion von Lieber so im Hafenklang in Hamburg gedreht. Das Video feierte am 20. Mai 2015 auf der Videoplattform YouTube seine Premiere. Neben Lieber so wurden auch Videos zu den Akustikversionen zu Pendel, Ganz großes Kino und Kein Blick zurück veröffentlicht. Die Gesamtlänge des Videos beträgt 3:42 Minuten. Bis Februar 2025 zählte das Video über 15,2 Millionen Aufrufe bei YouTube.

## Mitwirkende
| Liedproduktion - Marcus Brosch: Komponist, Textdichter - Yvonne Catterfeld: Gesang - Katharina Löwel: Komponist, Textdichter - Roland Spremberg: Abmischung, Musikproduzent | Unternehmen - Island Records: Musiklabel - Polydor: Musiklabel - Universal Music Publishing: Vertrieb |

## Rezensionen
Das deutschsprachige Online-Magazin laut.de beurteilte das Studioalbum negativ mit den Worten: „Inhaltlich pendeln die zahlreich involvierten Ghostwriter im Hintergrund wie gewohnt zwischen Kitsch und Kunst hin und her, während die Verantwortliche im Vordergrund in abgesteckte Harmoniewelten entschwindet.“ Doch das Lied Lieber so beschrieben als einen der wenigen „erhabenen Momente“ auf dem Album.

## Chartplatzierungen
Bei Lieber so handelt es sich um keine offizielle Singleveröffentlichung. Das Lied erreichte aufgrund hoher Einzeldownloads und Streamings, nach Catterfelds Auftritt bei Sing meinen Song – Das Tauschkonzert, die Charts. Das lied erreichte in Deutschland Rang 23 der Singlecharts und konnte sich fünf Wochen in den Charts platzieren. In Österreich erreichte das Lied in zwei Chartwochen mit Rang 32 seine höchste Chartnotierung, in der Schweiz ebenfalls in zwei Chartwochen mit Rang 44. Für Catterfeld als Interpretin ist dies der 16. Charterfolg in Deutschland sowie der zehnte in Österreich und der neunte in der Schweiz.